# Macknade
Macknade – miasto w Australii, w stanie Queensland.